# Rivière Claire (Chine)
Pour les articles homonymes, voir Rivière Claire.
La rivière Claire (Sông Lô en vietnamien) est un important affluent du fleuve Rouge. Elle prend sa source au Yunnan, en Chine (dans l'ouest de la préfecture autonome de Wenshan), avant d'entrer dans le nord du Viêt Nam, où elle coule dans les provinces de Hà Giang, Tuyen Quang et Phú Thọ.
Elle se jette dans le fleuve Rouge à la limite des provinces de Phú Thọ et Thái Nguyên, sur sa rive gauche, près de Việt Trì, une dizaine de kilomètres en aval de la rivière Noire et une soixantaine en amont de Hanoï.
Sa longueur totale est 470 km.